# Володимирівське лісництво (Смілянський лісгосп)
Володи́мирівське лісництво — структурний підрозділ Смілянського лісового господарства Черкаського обласного управління лісового та мисливського господарства.
Офіс знаходиться у с. Володимирівка, Смілянський район, Черкаська область.

## Лісовий фонд
Лісництво охоплює ліси Смілянського району на площі 6137,1 га.

## Об'єкти природно-заповідного фонду
У віданні лісництва не перебувають об'єкти природно-заповідного фонду.